# Tonantins

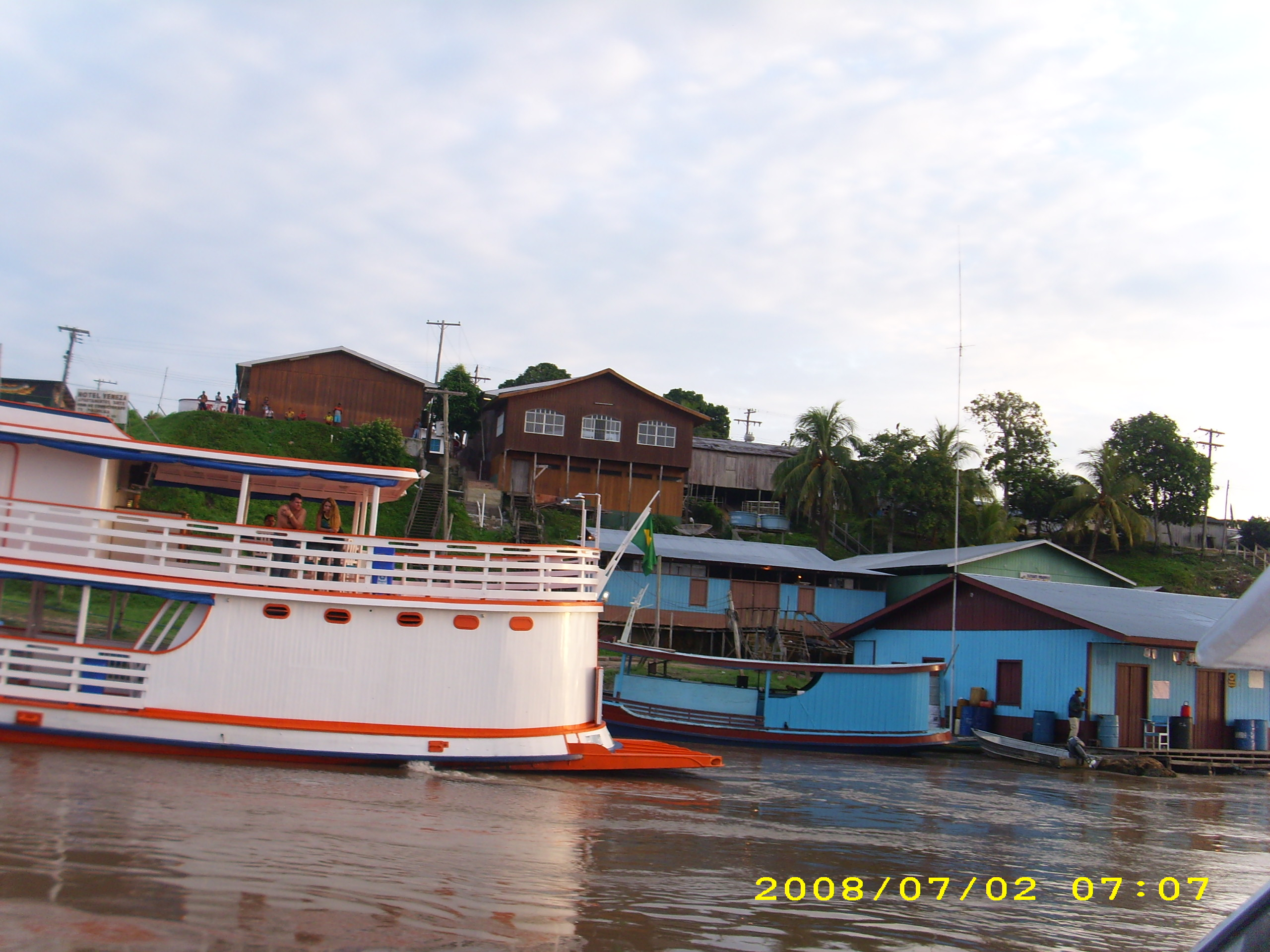

Tonantins est une municipalité brésilienne de l'État d'Amazonas.